# Talk That Talk (canción de Rihanna)
«Talk That Talk» —en español: «Habla de que hablar»— es una canción de la cantante y compositora barbadense Rihanna, en colaboración con el rapero estadounidense Jay-Z. Es el tercer sencillo de su sexto álbum de estudio del mismo nombre. Es su tercera colaboración con el rapero después de «Umbrella» (2007) y «Run This Town» (2009), que también contó con Kanye West. «Talk That Talk», fue escrita por Ester Dean, Mikkel S. Eriksen, Tor Erik Hermansen, Shawn Carter, Anthony Best, Sean Combs, Carl Thompson y Christopher Wallace, con la producción a cargo de Eriksen y Hermansen bajo su nombre artístico de Stargate.

## Antecedentes

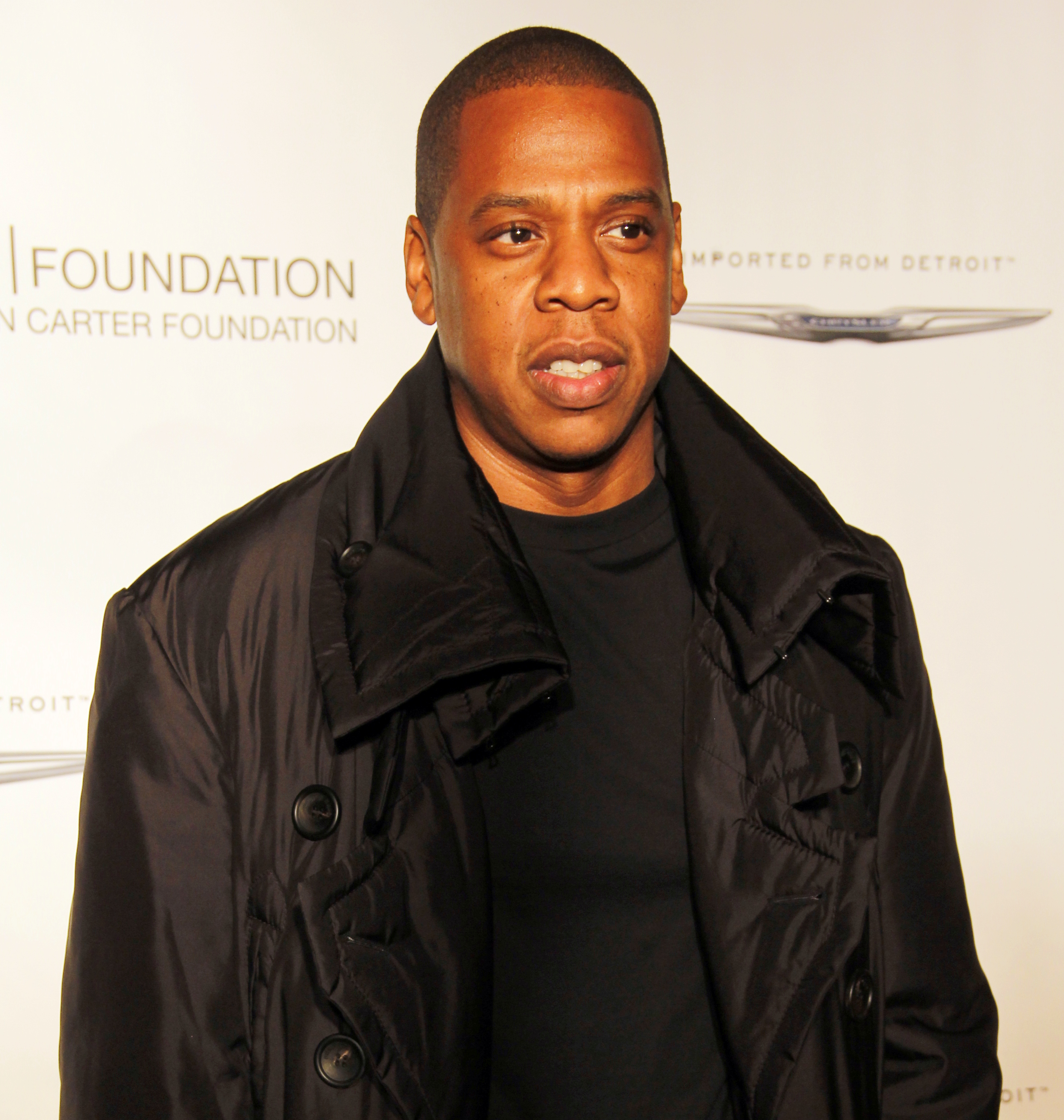
«Talk That Talk» cuenta con el rapero estadounidense Jay-Z, quien también coescribió la canción.

Antes del lanzamiento de su sexto álbum de estudio, Talk That Talk, Rihanna tomó su cuenta oficial de Twitter para anunciar algunos detalles acerca de su esfuerzo por hacer nueva música. En uno de sus tuits, Rihanna reveló que además de que el primer sencillo sería «We Found Love», el que produjo y escribió Calvin Harris, el álbum solo tendrá una colaboración, pero no mencionó el nombre del artista. El 8 de noviembre de 2011, de nuevo, a través de su oficial de Twitter confirmó que su mentor, el rapero estadounidense Jay-Z, sería el único artista en la pista del título del álbum, mediante la publicación: «Yes sir! Jigga man is on the title track #TTT./Sí, señor! el hombre "Jigga" está en la pista del título #TTT». El gerente de Rihanna, Jay Brown, comentó que no cree en las colaboraciones, ya que es importante ponerse de pie por su cuenta, y por lo tanto, el álbum contiene solo dos colaboraciones. Con respecto a cómo la colaboración se produjo, afirmó que sucedió orgánicamente. «Talk That Talk» es la tercera colaboración entre Rihanna y Jay-Z después de «Umbrella» en el 2007 y «Run This Town» en el 2009. «Umbrella» fue lanzado como el primer sencillo del tercer álbum de estudio de Rihanna Good Girl Gone Bad (2007) y encabezó las listas en más de diez países, entre ellos el Billboard Hot 100, donde pasó siete semanas consecutivas como número uno. «Run This Town», donde Kanye West también aparece, fue lanzado como el segundo sencillo del álbum de Jay-Z, The Blueprint 3 (2009).
«Talk That Talk», fue escrita por Ester Dean, Mikkel S. Eriksen, Tor Erik Hermansen, Shawn Carter, Anthony best, Sean Combs, Carl Thompson y Christopher Wallace. La producción de la canción estuvo a cargo de Eriksen y Hermansen en su nombre artístico de Stargate. StarGate anteriormente había producido tres éxitos internacionales en el anterior álbum de Rihanna Loud (2010). En una entrevista con el sitio web noruego 730.no, Tor Erik Hermansen de Stargate, reveló que es la primera vez que trabajan con Jay-Z. Hermansen comentó: «Estamos muy contentos con la canción y el verso de Jay es una locura, lo mismo con parte de Rihanna».
A finales de diciembre de 2011, Rihanna tomó de nuevo su cuenta de Twitter para pedir a sus fanes que eligieran la canción que debería ser lanzada como tercer sencillo. El 10 de enero de 2012, Rihanna anunció que «Talk That Talk» sería el próximo sencillo del álbum. También estrenó la portada del sencillo. La imagen en blanco y negro cuenta con Rihanna en cuclillas contra una pared y con ropa "punk". Su cabello es de rizos grandes, un estilo bandana y con un palillo entre los dientes. Cristin Mahner de Pop Crush, comentó sobre la portada: «Ella es el tipo de mujer que se ve como la chica mala en la escuela que nunca quería pasar el rato con su madre, pero que en el fondo siempre quiso». Def Jam Recordings envió «Talk That Talk» a las estaciones de radio urbana contemporánea en los Estados Unidos el 17 de enero de 2012. Será lanzado digitalmente en el Reino Unido el 12 de marzo de 2012. En julio de 2012 se reveló que Rihanna y Jay-Z no grabaron un video a Talk That Talk, por la paternidad de Jay-Z.

## Composición
«Talk That Talk» es una canción hip-hop y R&B que cuenta con un latido futurista compilado con tambores y sintetizadores. La canción samples, «I Got a Story to Tell» de The Notorious BIG, de su segundo álbum de estudio Life After Death (1997). «Talk That Talk» se asemeja al sencillo de Rihanna «Rude Boy», ya que consiste de simples arreglos vocales. Inicia con el verso de rap de Jay-Z que contiene las líneas: «I talk big money, I talk big homes, I sell out arenas, I call that getting dome, Million dollar voice, came through phone, We heading to the top If you coming, come on/ Hablo dinero grande, hablo mansiones, lleno estadios, a eso es lo que llamo "cortar cabezas", una voz de un millón de dólares, contestó el teléfono, estamos camino a la cima, si te diriges para acá, ven». Según Claire Suddath de Time, Jay-Z ofrece versos con doble sentido y bromas divertidas, incluyendo la referencia sexual muy bizarra, «I had it by her bladder, she’s like ‘Oh I gotta pee/ La tomé por la vejiga, a ella le gusta, oh, tengo que mear». Además, explicó que en realidad la línea muestra la diversidad de la diversión de Jay-z, mientras canta el verso. Melissa Maerz de Entertainment Weekly también señaló que, Jay-Z incluso promociona su estilo de vida "jet-set" en el título de la pista, jactándose de que puede volar a Pisa.

## Crítica
La recepción crítica de la canción fue en general positiva. En una revisión del álbum, Adrian emociones del Daily Mail señaló que «Talk That Talk» es una canción lenta y sensual. Gavin Martin de Daily Mirror comentó que la pista del título no solo le ha robado la corona a Beyoncé, sino también a su marido Jay-Z, por un intercambio juguetón contra el tambor sibilante. De acuerdo con Steve M. de Sputnik Music, la canción es una candidata que pueda dominar las radios, mientras que también comentó que los deberes de Jay-Z como invitado sin duda no le hará daño a la canción. David Griffiths de 4Music elogió la composición, y comentó que al igual que sus colaboraciones anteriores esta también no defrauda. Además, declaró, es una pista irresistible. Jocelyn Vena de MTV también elogió a la canción, y señaló que es grande y dura con el brillo suficiente.

## Desempeño comercial

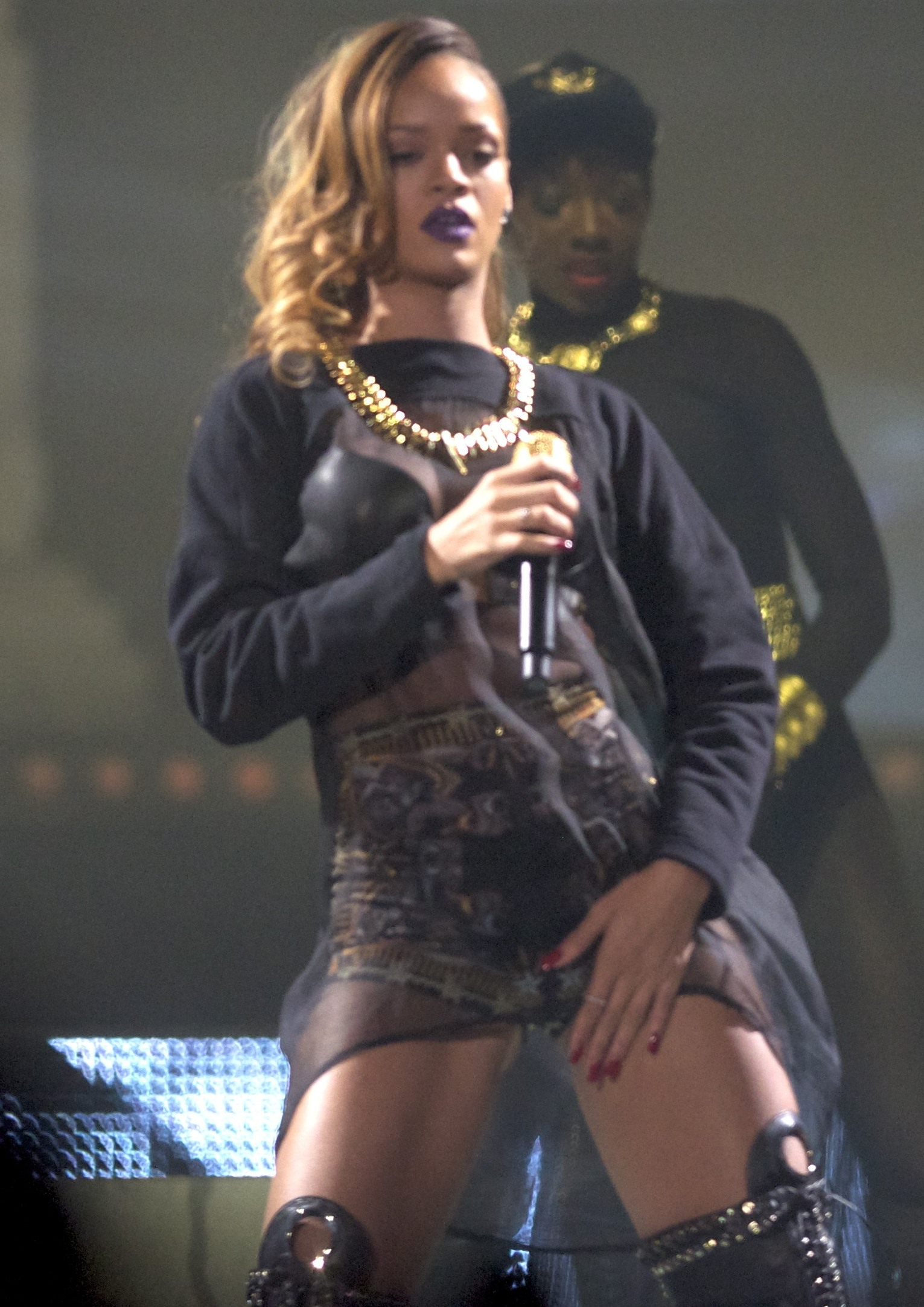
Rihanna realizando Diamonds World Tour en el Xcel Energy Center, 24 de marzo de 2013.

Después del lanzamiento del álbum Talk That Talk, debido a las fuertes ventas digitales, la canción debutó en varios países. «Talk That Talk» debutó en el Billboard Hot 100 en el número treinta y uno, con ventas de 73.000 copias digitales en su primera semana. Con esto, se convirtió en el debut más alto en la lista esa semana. Posteriormente, la canción entró en el R&B/Hip-Hop Songs en el número sesenta y nueve. En Canadá, «Talk That Talk» debutó en el número treinta en el Canadian Hot 100. La canción entró en el Gráfico Internacional de Corea en el número veintidós, con ventas digitales de 14.207 copias en la primera semana. Debutó en la lista urbana de Australia en el número veintiuno, y en el número treinta y siete en Nueva Zelanda. 
En Europa, después del lanzamiento del álbum, la canción hizo su primera aparición en más de diez listas nacionales. Debutó en la lista de singles del Reino Unido en el número veinticinco. Posteriormente, «Talk That Talk» debutó en el número siete en la lista R&B del Reino Unido. La canción entró en la lista de sencillos de Irlanda en el número cuarenta. El sencillo también se las arregló para entrar en las listas de Noruega, Escocia, Francia y Dinamarca. 
En Sudamérica no ha sido un gran hit, como We Found Love, pero le ha ido bien. En Brasil llegó al lugar #22 y en Argentina alcanzó un sigiloso puesto #29, mientras que en Chile alcanzó la ubicación número 59.

## Posicionamiento en listas
| País           | Lista                       | Mejor posición |
| -------------- | --------------------------- | -------------- |
| Australia      | Australia Urban Singles     | 28             |
| Brasil         | Brasil Hot 100              | 22             |
| Canadá         | Canadian Hot 100            | 30             |
| Corea del Sur  | Gaon Chart                  | 9              |
| Dinamarca      | Tracklisten                 | 26             |
| Escocia        | The Official Charts Company | 24             |
| España         | PROMUSICAE                  | 37             |
| Estados Unidos | Billboard Hot 100           | 31             |
| Estados Unidos | Hot R&B/Hip-Hop Songs       | 14             |
| Francia        | French Singles Chart        | 24             |
| Irlanda        | Ireland Singles Chart       | 40             |
| Japón          | Japan Hot 100               | 96             |
| Noruega        | VG-lista                    | 10             |
| Nueva Zelanda  | New Zealand Singles Chart   | 37             |
| Países Bajos   | Dutch Top 40                | 62             |
| Perú           | [Perú Top Singles]          | 60             |
| Suecia         | Sverigetopplistan           | 41             |
| Suiza          | Swiss Music Charts          | 11             |
| Reino Unido    | UK Singles Chart            | 25             |
| Reino Unido    | UK R&B Charts               | 7              |

| País           | Certificación | Ventas certificadas | Ref.   |
| -------------- | ------------- | ------------------- | ------ |
| Australia      | Platino       | 70 000              | [ 42 ] |
| Estados Unidos | Platino       | 1 000 000           | [ 43 ] |
| Suecia         | Oro           | 20 000              | [ 44 ] |